# Sporting Clube de Bissau
Sporting Clube de Bissau is een Guinee-Bissause voetbalclub uit de hoofdstad Bissau.

## Erelijst
Landskampioen
1983, 1984, 1986, 1991, 1992, 1994, 1997, 1998, 2000, 2002, 2004, 2005, 2007
Beker van Guinee-Bissau
Winnaar: 1976, 1983, 1986, 1987, 1991, 2005
Finalist: 1994, 2004
Supercup
Winnaar: 2004, 2005